# 척추뼈고리판
척추뼈고리판(lamina of vertebral arch), 또는 추궁판(椎弓板)은 인체해부학에서 척추뼈의 척추뼈고리(arch) 중앙에서 뒤로 뻗어나와 척추뼈고리의 지붕을 형성하는 넓은 2개의 구조물이다.
위모서리와 앞면 아래쪽은 황색인대(ligamentum flavum)가 부착하므로 거칠거칠하다.
영문명인 "lamina"는 라틴어가 어원이며, 그 뜻은 얇은판, 시트, 막이다.

## 추가 이미지

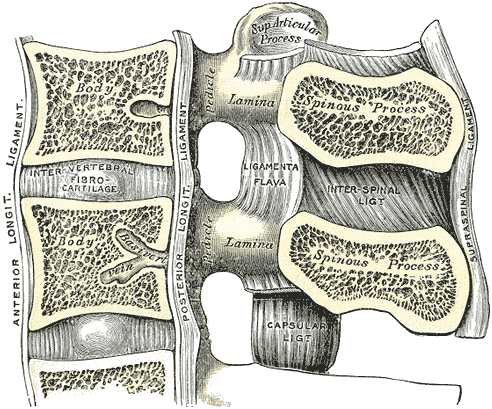
허리뼈와 그 인대의 정중시상단면
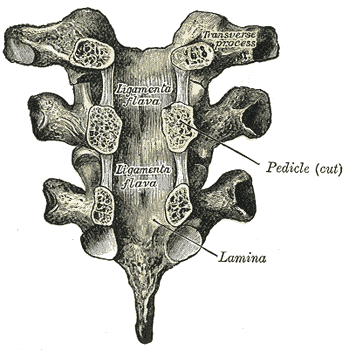
앞에서 본 등뼈의 척추뼈고리
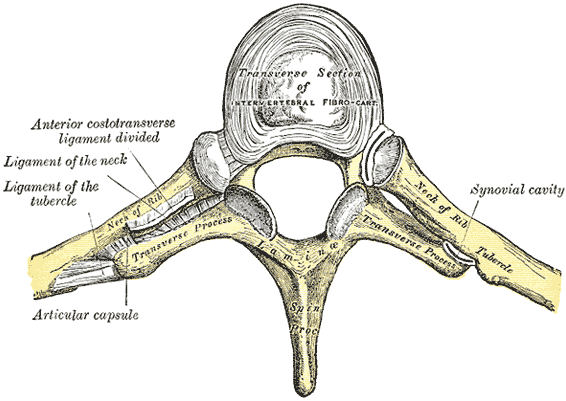
위에서 본 갈비가로관절